# Andouin Aubert
Andouin Aubert (zm. 10 maja 1363 w Awinionie) – francuski kardynał. Bratanek papieża Innocentego VI.

## Życiorys
Urodził się prawdopodobnie na początku XIV wieku w Beyssac koło Limoges jako syn Guy Auberta (pasowanego na szlachcica w marcu 1338), i Marguerite de Livron. Przeznaczono go do stanu duchownego. Uzyskał tytułu doktora praw. Papież Benedykt XII (1334 – 1342) przyznał mu szereg pomniejszych beneficjów. 12 września 1349 został wybrany biskupem Paryża. 20 grudnia 1350 został przeniesiony do diecezji Auxerre, a 30 stycznia 1353 do diecezji Maguelonne.
W grudniu 1352 jego wuj Etienne Aubert został papieżem Innocentym VI, co otworzyło mu drogę do najwyższych stanowisk kościelnych. Na konsystorzu 15 lutego 1353 został mianowany kardynałem prezbiterem tytułu Ss. Ioannis et Pauli. W styczniu 1354 zrezygnował z biskupstwa Maguelonne i przeszedł do pracy w kurii papieskiej w Awinionie. W 1361 uzyskał promocję do rangi kardynała biskupa diecezji suburbikarnej Ostia e Velletri. Uczestniczył w konklawe 1362 i 6 listopada 1362 w awiniońskiej katedrze udzielił sakry biskupiej nowemu papieżowi Urbanowi V. Zmarł w środę 10 maja 1363 w Awinionie i został pochowany w miejscowym klasztorze kartuzów.